# Deli en Serdang
La subdivisió de Deli en Serdang fou una divisió administrativa inferior (generalment anomenada regència) de la residència de la Costa Oriental (Costa Oriental de Sumatra), a les Índies Orientals Holandeses, integrada pels següents estats i subestats:
- Confederació de Tamiang (Benua Tamiang) formada pels estats de:
  - Tamiang Urung Kejuruan Karang, amb 588 km²
  - Tamiang Urung Raja Bandahara, amb 198 km²
  - Tamiang Urung Sultan Muda, amb 197 km²
  - Tamiang Urung Kejuruan Muda, amb 399 km²
- Langkat
- Deli
- Pertjoët
- Denai, amb 128 km² (dins la regió de Serdang)
- Përnaoengan, amb 153 km² (dins la regió de Serdang)
- Serdang, (principal estat dins de la regió de Serdang)
- Bedagai, antiga dependència de Deli, amb 850 km²
- Padang, antiga dependència de Deli, amb 640 km²

Modernament és un districte o regència que forma part de la província de Sumatra del Nord. La capital és Lubukpakam i la superfície de 2.384,62 km². La població al cens del 2000 era d'1.572.768 habitants